# Purpurowe rzeki (film)
Purpurowe rzeki (fr. Les rivières pourpres) – francuski film kryminalny z 2000 roku w reżyserii Mathieu Kassovitza, zrealizowany na podstawie powieści Jean-Christophe’a Grangé’a pod tym samym tytułem. Obraz doczekał się kontynuacji pt. Purpurowe rzeki II: Aniołowie apokalipsy (2004) Oliviera Dahana.

## Fabuła
Komisarz paryskiej policji z wydziału zabójstw Pierre Niemans przybywa do alpejskiego Gueron – miasteczka uniwersyteckiego w sprawie morderstwa. Ofiarą jest 32-letni profesor Remy Caillois, którego nagie ciało znaleziono na wysokości 50 metrów. W tym samym czasie porucznik Max Kerkerian z miejscowej policji prowadzi dochodzenie w sprawie profanacji grobu Judith Herault, której matka wstąpiła do klasztoru. Jak się okaże te dwie różne sprawy mają wspólny mianownik.

## Obsada
- Jean Reno – Pierre Niemans
- Vincent Cassel – Max Kerkerian
- Nadia Farès – Fanny Ferreira
- Dominique Sanda – siostra Andrée
- Karim Belkhadra – kapitan Dahmane
- Jean-Pierre Cassel – dr Bernard Chernezé

## Produkcja
Zdjęcia plenerowe kręcono w Paryżu i Lyonie oraz w następujących departamentach na terenie Francji:
- Isère (Grenoble, Virieu, Roissard, Livet-et-Gavet, Apprieu, Vinay);
- Górna Sabaudia (Taninges, zamek w Bonneville, lodowce alpejskie);
- Sabaudia (Albertville, Avrieux);
- Yvelines (Jouy-en-Josas).

## Nagrody i nominacje
Cezary 2001
- Najlepsza reżyseria – Mathieu Kassovitz (nominacja)
- Najlepsze zdjęcia – Thierry Arbogast (nominacja)
- Najlepsza muzyka – Bruno Coulais (nominacja)
- Najlepszy dźwięk – Vincent Tulli, Cyril Holtz (nominacja)
- Najlepszy montaż – Maryline Monthieux (nominacja)

Europejskie Nagrody Filmowe 2001
- Nagroda publiczności – najlepszy europejski aktor – Jean Reno (nominacja)
- Nagroda publiczności – najlepszy europejski aktor – Vincent Cassel (nominacja)
- Nagroda publiczności – najlepszy europejski reżyser – Mathieu Kassovitz (nominacja)